# Rachel Gordon
Rachel Gordon (Brisbane, Queensland; 10 de mayo de 1976) es una actriz australiana, conocida por haber interpretado a Amy Fox en la serie Blue Heelers y a Jazz Curtis en Home and Away.

## Biografía
Es hija de Mike y Donna Gordon, tiene un hermano llamado Mike y una hermana.
Estudió en la prestigiosa National Institute of Dramatic Art ("NIDA") de donde se graduó en 1996 con un grado en actuación.
Es buena amiga de las actrices australianas Ash Ricardo y Kathryn Hartman.
En el 2005 se casó con el actor australiano Scott Johnson, sin embargo la pareja se divorció en el 2009.
Rachel sale con el actor australiano Jon Sivewright, la pareja tiene dos hijos Savannah Sivewright y Joe Sivewright.

## Carrera
Rachel es parte de la campaña "Recording Artists, Actors and Athletes Against Drink Driving "RADD"" y embajadora del Animal Aid PAT.
En el 2000 apareció como personaje recurrente de la popular serie médica All Saints donde interpretó a Claudia McKenzie hasta el 2001.
En el 2003 apareció como invitada en la popular serie de ciencia ficción Farscape donde interpretó a Lo'Laan Tal, la fallecida esposa de Ka D'Argo.
El 17 de julio de 2004 se unió al elenco principal de la serie policíaca Blue Heelers donde interpretó a la detective mayor de la policía Amy "Foxy" Fox hasta el final de la serie el 6 de abril de 2006. 
El 12 de abril de 2007 apareció como personaje recurrente de la serie Neighbours donde interpretó a Charlotte Stone, quien llega a la bahía junto a su cómplice Terrence Chesterton para robarle a los residentes de Erinsborough, su última aparición fue el 5 de junio del mismo año después de que su personaje fuera arrestado y enviado a prisión por robo y por haber asesinado a Terrence.
El 18 de junio del mismo año se unió al elenco de la popular serie australiana Home and Away donde interpretó a Jacinta "Jazz" Curtis, la madre de Drew Curtis y exnovia de Tony Holden hasta el 21 de mayo de 2008 después de que su personaje decidiera mudarse de la bahía para vivir más cerca de su hijo Drew quien vivía en Sídney.
En el 2012 se unió al elenco de la serie A Moody Christmas donde interpreta a la agente de bienes raíces Bridget Moody-Quail, la hermana de Dan y Sean Moody, y esposa de Roger Quaill (Phil Lloyd).
En el 2014 interpretará nuevamente a Bridget Moody ahora en la serie The Moodys, quien tendrá que adaptarse a su nueva vida como mujer soltera luego de divorciarse de Roger. La serie es una secuela de la serie "A Moody Christmas".

## Filmografía

### Series de televisión
| Año             | Serie                       | Personaje           | Notas                         |
| --------------- | --------------------------- | ------------------- | ----------------------------- |
| 2018 - presente | Back in Very Small Business | -                   |                               |
| 2016 - 2017     | The Secret Daughter         | Susan Norton        | 12 episodios                  |
| 2015            | Winter                      | Melanie Winter      | 5 episodios - miniserie       |
| 2014            | The Moodys                  | Bridget Moody       | 8 episodios                   |
| 2012            | A Moody Christmas           | Bridget Moody-Quail | 6 episodios                   |
| 2007 - 2008     | Home and Away               | Jacinta Curtis      | 35 episodios                  |
| 2007            | Neighbours                  | Charlotte Stone     | 17 episodios                  |
| 2004 - 2006     | Blue Heelers                | Det. Amy Fox        | 56 episodios                  |
| 2005            | The Cooks                   | Annette             | episodio "Sticky"             |
| 2003            | Farscape                    | Lo'Laan Tal         | episodio "Mental as Anything" |
| 2002            | White Collar Blue           | Mardi Peters        | episodio # 1.12               |
| 2000 - 2001     | All Saints                  | Claudia McKenzie    | 12 episodios                  |
| 1997            | Big Sky                     | Tara Brown          | episodio "Wishing and Hoping" |

### Películas
| Año  | Película                            | Personaje | Notas                                                                                              |
| ---- | ----------------------------------- | --------- | -------------------------------------------------------------------------------------------------- |
| 2007 | Razzle Dazzle: A Journey into Dance | Madre     | junto a Scott Johnson y Amelia Ashton                                                              |
| 2004 | A Whole New You                     | Mujer     | corto - junto a Rhiana Griffith, Steve Rodgers y John Sheerin                                      |
| 2004 | Thunderstruck                       | Molly     | junto a Damon Gameau, Stephen Curry, Sam Worthington, Callan Mulvey, Ryan Johnson y Kestie Morassi |
| 1998 | Never Tell Me Never                 | Angela    | junto a Claudia Karvan, Michael Caton, John Howard, Robert Mammone, Joel Edgerton y Justine Clarke |

### Apariciones
| Año  | Título                                          | Notas       |
| ---- | ----------------------------------------------- | ----------- |
| 2013 | The Elegant Gentleman's Guide to Knife Fighting | 3 episodios |

### Teatro
| Año  | Obra                    | Personaje | Director (a)    | Teatro                     | Notas                                                                      |
| ---- | ----------------------- | --------- | --------------- | -------------------------- | -------------------------------------------------------------------------- |
| 2014 | Daylight Saving         | Felicity  | -               | Darlinghurst Theatre       | junto a Ian Stenlake, Christopher Stollery, Jacob Warner y Helen Dallimore |
| 2012 | Managing Carmen         | Jessica   | Mark Kilmurry   | Ensemble Theatre           | junto a Glenn Hazeldine, Morgana O'Reilly y David Hynes                    |
| 2012 | Between Two Waves       | Glenelle  | Sam Strong      | Stables Theatre            | junto a Chum Ehelepola, Ian Meadows y Ashley Ricardo                       |
| 2010 | Let the Sunshine        | -         | Michael Gow     | Cremorne Theatre           | junto a Paul Ashcroft, Robert Coleby, Jacki Weaver y John Wood             |
| 2009 | Concussion              | -         | Brett Adam      | -                          | junto a Belinda McClory, Sam North, Luke Ryan y Terry Serio                |
| 2008 | Boeing-Boeing           | Gabriella | Hannah Chissick | Royal Theatre              | junto a Sibylla Budd, Shaun Micallef y Helen Dallimore                     |
| 2004 | Madam Melville          | -         | Adam Cook       | Belvoir St. Theatre        | junto a Stephen James King y Susie Lindeman                                |
| 2003 | Uncle Vanya             | -         | Anthony Weigh   | Darlinghurst Theatre       | junto a Peter Corbett, Maggie Dence, Claire Jones y Blair Venn             |
| 2000 | Wit                     | -         | Sandra Bates    | Ensemble Theatre           | junto a Shane Briant, Sandy Gore, Melissa Jaffer y Todd Worden             |
| 1999 | Big Hair in America     | -         | Marion Potts    | The Butter Factory Theatre | junto a Lisa Bailey, Rachael Beck, Nicholas Eadie y Susan Lyons            |
| 1999 | The Taming Of The Shrew | -         | -               | -                          | junto a Peter Carroll, Genevieve Lemon, Craig Ilott y Darren Weller        |
| 1997 | Macbeth                 | -         | Peter Evans     | Riverside Theatre          | junto a Jeffrey Gane, Peter Lamb, Steve Rodgers, Rupert Reid y Sarah Woods |
| 1997 | Death Defying Acts      | -         | John Krummel    | Marian St. Theatre         | junto a Neil Fitzpatrick, Roy Billing y John Hannan                        |
| -    | Last Nights of Ballyhoo | -         | -               | -                          | -                                                                          |
| -    | Out There               | -         | -               | -                          | -                                                                          |
| -    | Don Juan                | -         | -               | -                          | -                                                                          |

## Premios y nominaciones
| Año  | Categoría                        | Premio                 | Serie         | Resultado |
| ---- | -------------------------------- | ---------------------- | ------------- | --------- |
| 2008 | Best Newcomer                    | Digital Spy Soap Award | Home and Away | Nominada  |
| 2005 | Most Popular New Talent - Female | Logie Award            | Blue Heelers  | Nominada  |